# George Bisset
George Alexander Bisset, född 31 januari 1929 i Brantford, Kanada, död 16 juni 1996 i Oscars församling, Stockholm, var en svensk skådespelare, översättare och regiassistent.

## Filmografi
- 1960 – Löven är giftgröna (TV-serie)
- 1977 – Uppdraget
- 1995 – Lust och fägring stor